# Francisco Bautista

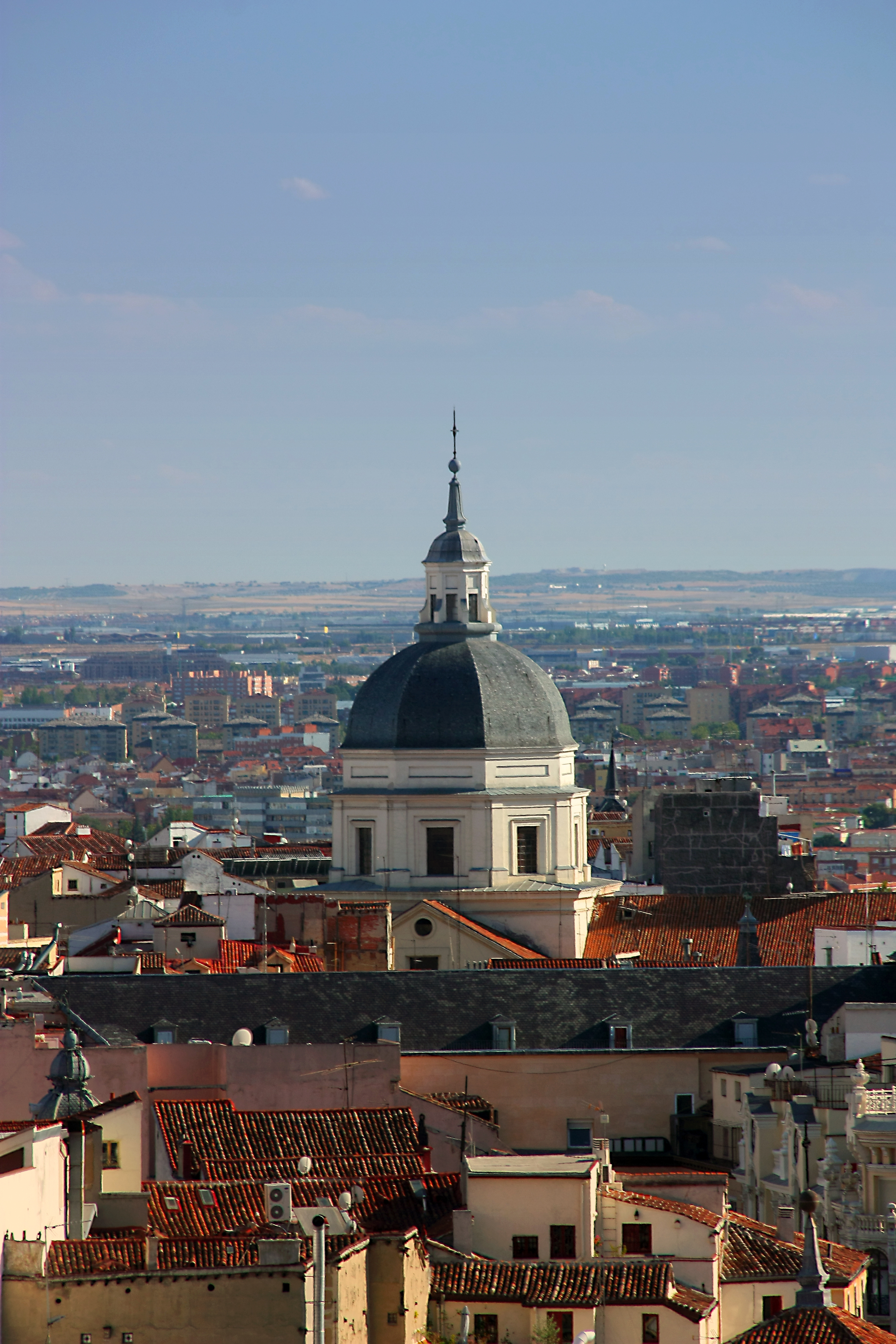
Cúpula del Colegio Imperial de Madrid, actual Colegiata de San Isidro, primera de las encamonadas de Madrid.

Francisco Bautista (Murcia, 1594-Madrid, 20 de diciembre de 1679) fue un hermano jesuita y arquitecto barroco español.

## Biografía
Con un estilo monumental y un empleo barroquizante de los órdenes clásicos, que revela una concepción de la arquitectura próxima a lo romano, el hermano Bautista trabajó principalmente, aunque no exclusivamente, para su orden. Su actividad artística conocida comienza en Alcalá de Henares en torno a 1622, trabajando como escultor y carpintero en la capilla del Colegio Máximo de la Compañía de Jesús, donde le corresponde el gran retablo mayor. Poco posterior, en la iglesia de las Bernardas, de planta oval, introdujo en España el tipo de retablo exento o baldaquino, por adaptarse mejor al tipo de planta.
En 1633, a la muerte del también jesuita Pedro Sánchez, se hizo cargo de la construcción de la iglesia del Colegio Imperial de Madrid en la que según fray Lorenzo de San Nicolás empleó por primera vez en España una cúpula encamonada para cubrir el crucero. Aunque iniciada la obra conforme a las trazas dadas por el padre Sánchez, a su muerte apenas se había pasado de los cimientos correspondiendo al hermano Bautista el alzado completo, la fachada, con sus medias columnas de orden gigante al modo de Miguel Ángel, y su decoración original, en la que también empleó por primera vez el orden dórico con capitel toscano alargado y filas de hojas corintias, lo que se conocerá como orden del hermano Bautista o sexto orden. También suya es la aneja capilla del Buen Consejo, construida entre 1660 y 1665, cubierta con un evolucionado chapitel piramidal.
Con Pedro de la Torre, que se encargó de su ejecución, proporcionó en 1645 las trazas para el retablo del santuario de la Virgen de la Fuencisla en Segovia, en el que innovaban una nueva tipología de retablo-camarín con un gran nicho para acoger la imagen de la Virgen, un tipo de retablo con el que llegará su influencia, a través de Pedro de la Torre, al retablo del apóstol Santiago en la catedral compostelana.
Un chapitel agudo con buhardillas cubre también la capilla del Cristo de los Dolores de la Venerable Orden Tercera de San Francisco, pequeño templo de una nave y capilla mayor cuadrada junto a la iglesia de San Francisco el Grande, construido entre 1662 y 1665. La más personal de sus creaciones según Elías Tormo y enfatizando los elementos geométricos, todo en su planta y alzado parece concebido según Antonio Bonet Correa para alojar el abstracto y esquemático retablo-baldaquino con la imagen del Cristo de los Dolores, copia libre del Cristo de Serradilla.
La iglesia de San Ildefonso o de los jesuitas de Toledo, comenzada en 1629 con trazas de Pedro Sánchez, será otra de las obras de cuya continuación se encargue a su muerte (1633) el hermano Bautista, pero en este caso quedó inacabada cuando a su vez él murió en 1679 y siguió trabajándose en ella hasta bien entrado el siglo XVIII. Con el hermano Bautista ha de relacionarse también la desaparecida iglesia del Noviciado de Madrid, luego —totalmente transformada— paraninfo de la Universidad Central. Posterior al plano de Teixeira (1656), en el que únicamente estaban construidos los cimientos, la iglesia, conocido su aspecto exterior por algún grabado, era de las más amplias de Madrid, de planta de cruz latina y cúpula de buenas proporciones, de la que Antonio Ponz hablaba con cierto desdén por el uso licencioso de los órdenes clásicos en su interior.